# Jao Wen-jüan
Jao Wen-jüan (čínsky pchin-jinem Yáo Wényuán, znaky 姚文元; 12. ledna 1931, Ču-i, Če-ťiang – 23. prosince 2005, Šanghaj) byl čínský literární kritik, spisovatel a nejdéle žijící člen skupiny Gangu čtyř.

## Životopis
Jao Wen-jüan se narodil 12. ledna 1931 v Ču-i. Jeho otec byl Jao Pcheng-c', který byl šanghajský literární radikál a člen komunistické strany. Jao Wen-jüan následoval svého otce a v roce 1948 také vstoupil do komunistické strany.
V roce 1954 nastala první velká šance, kdy se Jao Wen-jüan proslavil. Chu Feng vyzval Mao Ce-tunga k větší kulturní svobodě, což se Maovi nelíbilo a Chu Feng byl odsouzen jako kontrarevolucionář. Jao Wen-jüan okamžitě napsal anti-Chu kritiku. Díky této kritice si ho všiml Čang Čchun-čchiao a editor Šanghajských stranických novin.
Během Kampaně sta květů Jao Wen-jüan napsal další kritiku tentokrát na Jao Süe-jina. Tato kritika zaujala samotného Mao Ce-tunga. Byl vybrán, aby zastupoval Šanghaj na propagandistické konferenci v Pekingu. Jao Wen-jüan byl označovaný za literární hvězdu a byl povýšen na vedoucí pozici v propagandistickém oddělení strany v Šanghaji. Získal také členství v anti-pravicové vedoucí skupině, která se zaměřovala na intelektuály. V době Kulturní revoluce se stal hlavou propagandy města, a proto se přestěhoval do Pekingu.
V roce 1966 na zasedání stálého výboru politbyra ÚV KS Číny, Mao Ce-tung požadoval kritiku na Wu Chanovo drama. Toto drama bylo bráno jako alegorie vztahu Mao Ce-tunga k Pcheng Te-chuajovi, tak jako císař odvolal Chaj Žueje, Mao Ce-tung odvolal Pcheng Te-chuaje. Proto Jao Wen-jüan v roce 1966 napsal útok na hru „Chaj Žuej opouští úřad“. Článek vyšel v šanghajských novinách Wen Chuej-pao. Tato hra byla označena jako antirevoluční a v rozporu s Maovými myšlenkami. Wu Chan se stal obětí Kulturní revoluce. Po napsání této kritiky se Jao Wen-jüan stal členem radikální komunistické skupiny Gangu čtyř, společně s Ťiang Čching, která byla třetí manželka Mao Ce-tunga, Čang Čchun-čchienem a Wang Chung-wenem.
Jao Wen-jüan se společně se skupinou radikálních spisovatelů scházel v zahradě Lilac Garden v Šanghaji, kde napsal slavnou kritiku na Wu Chanovo dílo. Díky sepsání této kritiky byl Jao Wen-jüan brzy povýšen do skupiny Kulturní revoluce.
V dubnu 1969 se Jao Wen-jüan stal členem ÚV KS Číny a pracoval na oddělení propagandy. V roce 1975 byl společně s Ťiang Čching a Čang Čchun-čchienem pověřen Mao Ce-tungem, aby vypracovali materiál, který by byl v duchu marxismu-leninismu o diktatuře proletariátu a dal by se aplikovat na konkrétní čínské poměry.
V roce 1976 umřel Mao Ce-tung a tento rok je považován za konec Kulturní revoluce. Když Kulturní revoluce skončila, členové Gangu čtyř byli v Šanghaji zatčeni a podrobeni veřejným soudním procesům a byli odsouzeni k dlouhým trestům odnětí svobody z důvodu pronásledování stovky lidí a vystavování země násilí.
Po 20 letech v roce 1996 byl Jao Wen-jüan propuštěn z vězení, které se nacházelo nedaleko Pekingu. Přestěhoval se do Šanghaje odkud se musel dále přestěhovat do Kchun-šanu v provincii Ťiang-su, kde napsal svoji knihu „Úvahy a vzpomínání“.
Bývalý šanghajský novinář a propagandista zemřel 23. prosince 2005 v Šanghaji.

## Člen Gangu čtyř
V posledních letech Maova života se Gang čtyř společně s Jao Wen-jüanem získal kontrolu nad mnoha hlavními vládnoucími funkcemi.
Není známé, jak moc Gang čtyř zasahoval do politiky a jak moc velkou roli hrál při rozhodování týkající se Kulturní revoluce, nebo do jaké míry plnil pouze rozkazy Mao Ce-tunga. Boje však vyvolaly nepokoje mezi reformistickou skupinou a Gangem čtyř.
Po smrti Mao Ce-tunga v roce 1976 se Gang čtyř snažil převzít moc. Nakonec se to nepodařilo ani jednomu z jeho členů. Mao Ce-tunga nahradil Chua Kuo-feng, který veřejně odsoudil excesy Kulturní revoluce a nařídil zatčení členů Gangu čtyř.
Oficiální tisk tvrdil, že se Mao Ce-tung v posledním roce svého života postavil proti Gangu čtyř, což vyvolalo kritiku této skupiny, jejíž hlavní stoupenci byli zatčeni. V roce 1981 proběhl soud Gangu čtyř, kde jeho členové byli odsouzeni za zradu a jiné zločiny proti čínskému státu, smrt 34 375 lidí v průběhu Kulturní revoluce a pronásledování tři čtvrtě milionu nevinných lidí. Jao Wen-jüan společně s Wang Chung-wenem se přiznali ke všem zločinům, zatímco Čang Čchun-čchiao a Ťiang Čching prohlašovali svoji nevinnost.
Jao Wen-jüan dostal nejmírnější trest ze všech členů Gangu čtyř, a to dvacet let vězení. V roce 1996 byl z vězení propuštěn.